# Homoneura fissifera
Homoneura fissifera är en tvåvingeart som först beskrevs av Walker 1864.  Homoneura fissifera ingår i släktet Homoneura och familjen lövflugor. Inga underarter finns listade i Catalogue of Life.